# Пилярский, Георгий Марьянович
Георгий Марьянович Пилярский — советский хозяйственный и политический деятель.

## Биография
Родился в 1931 году в Горьком. Член КПСС.
Окончил Горьковский политехнический институт.
В 1956—1963 гг. — мастер, старший мастер, заместитель начальника, начальник цеха завода «Красное Сормово».
В 1963—1980 гг. — заместитель директора, главный инженер, директор Чебоксарского агрегатного завода.
В 1980—1987 гг. — директор Чебоксарского завода промышленных тракторов.
Делегат XXIV съезда КПСС.
Заслуженный работник промышленности Чувашской АССР (1977).
Умер в 2001 году в Чебоксарах.

## Награды
- Орден Октябрьской Революции
- Орден Трудового Красного Знамени (дважды)